# Seweryn Perkowski
Seweryn Fabian Perkowski (ur. 20 stycznia 1845 w Warszawie, zm. 10 lutego 1907 w Warszawie) – polski lekarz, chirurg, urolog i wenerolog.
Syn Piotra Jakuba Perkowskiego i Kornelii z domu Finc von Finckenstein. Ukończył gimnazjum realne w Warszawie, w 1862 rozpoczął studia lekarskie w Szkole Głównej. Był uczestnikiem powstania styczniowego. Po klęsce powstania udał się do Francji i na Sorbonie otrzymał tytuł doktora medycyny. Zasłużył się jako lekarz wojskowy podczas wojny francusko-pruskiej, w uznaniu tych zasług otrzymał obywatelstwo francuskie. Do Polski wrócił po ogłoszonej w 1874 amnestii, zamieszkał pod Warszawą. 7 marca 1878 na Cesarskim Uniwersytecie Warszawskim otrzymał dyplom lekarza. Podczas wojny rosyjsko-tureckiej lekarz nadetatowy w szpitalu wojskowym Czerwonego Krzyża, potem młodszy lekarz keksholmskiego pułku grenadierów. Od 1878 w Szpitalu Ujazdowskim.
Członek korespondent (od 1875) i członek czynny (od 1877) Towarzystwa Lekarskiego Warszawskiego, współtwórca Warszawskiego Towarzystwa Wioślarskiego.
Z małżeństwa zawartego w 1890 z Wandą Teresą Gorską (1864-1914) urodzili się Zygmunt, Jadwiga Elżbieta oraz bliźniacy Józef i Tadeusz.
Zmarł 10 lutego 1907 w Warszawie, został pochowany na Cmentarzu Powązkowskim.

## Wybrane prace
- Przyczynek do usiłowań określenia czynności mózgu w związku z objawami umysłowymi u człowieka. Pamiętnik Towarzystwa Lekarskiego Warszawskiego (1878)
- Raptowne a zupełne zaniewidzenie chorego, zaszłe w miesiąc po dokonanem odjęciu uda. Gazeta Lekarska 26, ss. 181; 191; 215 (1879)
- Pomyślne wyniki litotrypsyi, litotomii i ureterotomii wewnętrznej w związku z przebiegiem objawów gorączki moczowej. Medycyna (1882)
- Nadliczbowa cewka przebiegająca prącie przy cewce prawidłowo rozwiniętej. Operacja usunięcia tej nadliczbowej cewki. Medycyna (1883)
- Niemoc płciowa (impotencja) i jej leczenie. Kronika Lekarska 8, ss. 559, 639 (1887)
- O zszywaniu nerwów wraz z opisem wypadku zszycia następczego nerwu promieniowego, przerwanego postrzałem w górnej barkowej części poniżej wyjścia jego ze splotu ramieniowego. Kronika Lekarska 8, ss. 1-22 (1887)
- O znieczuleniu miejscowem i środkach miejscowo znieczulających. Medycyna 36, 605–609; 37, 621–628; 38, 637–640; 39, 653–657 (1888)
- Tryper chroniczny i jego leczenie. W: Zbiór prac naukowych lekarzy Szpitala Ujazdowskiego w Warszawie. Warszawa, 1892
- Blennorragie chronique d'un urètre surnuméraire. Cong. internat. de méd. C. r. (1900)